# Zaragoza, Zaragoza (Puebla)
Zaragoza är en ort i Mexiko.   Den ligger i kommunen Zaragoza och delstaten Puebla, i den sydöstra delen av landet, 170 km öster om huvudstaden Mexico City. Zaragoza ligger 2 311 meter över havet och antalet invånare är 10 575.
Terrängen runt Zaragoza är huvudsakligen kuperad, men den allra närmaste omgivningen är platt. Terrängen runt Zaragoza sluttar norrut. Runt Zaragoza är det ganska tätbefolkat, med 129 invånare per kvadratkilometer. Zaragoza är det största samhället i trakten. I omgivningarna runt Zaragoza växer huvudsakligen savannskog.